# دامینیک برنز
دامینیک بِرنز به (انگلیسی: Dominic Burns متولد ۳۰ دسامبر ۱۹۸۳ در داربی، انگلستان) یک کارگردان، فیلمنامه‌نویس، تهیه‌کننده و بازیگر اهل انگلستان است. از جمله فیلم‌های مشهور او می‌توان به هوابرد و بشقاب پرنده اشاره کرد.